# Pinnacle Sports
Pinnacle Sports (znany również jako Pinnacle) – internetowy serwis bukmacherski założony w roku 1998 przez Pinnacle Sports Worldwide. Firma posiada aktywnych graczy w ponad 100 krajach świata i jej usługi są dostępne w 14 językach. Kilka wpływowych stron poświęconych tematyce zakładów sportowych, w tym Sportsbook Review (SBR), określa Pinnacle Sports jako najlepszy serwis hazardowy w internecie.
Pomimo że informacje dotyczące liczby pracowników i poziomu zysków nie są dostępne do publicznej wiadomości, Michael Konik – autor książki The Smart Money uważa, że „nie będzie przesadą stwierdzenie, że firma osiąga roczne obroty liczone w miliardach dolarów.”
Pinnacle Sports zlokalizowane jest na wyspie Curaçao (Antyle Holenderskie) i jest w pełni licencjonowanym bukmacherem działającym na podstawie licencji wydanej przez Rząd Antyli Holenderskich. Regulacje obejmują przepisy związane z utrzymywania zapasu środków finansowych niezbędnych na pokrycie zobowiązań – wypłat wygranych.

## Model Niskich Marż
W momencie rozpoczęcia działalności przez firmę w roku 1998, większość konkurentów oferowało bonusy jako formę przyciągnięcia klientów. Zamiast oferować bounusy na start lub doładowania (reload bonus), Pinnacle Sports postawił na model niskich marż (reduced juice). Zyski pochodzą z niskiej marży kursowej i odpowiednio wysokiego poziomu obrotów. Pinnacle Sports rozpoczęło oferowanie kursów -105/-104 ($1.95-$1.96) na mecze typu head-to-head i na handicapy, oferując dużo korzystniejsze kursy niż standardowy poziom -110 ($1.91) szczególnie popularny u konkurentów rynkowych.
Przedstawiciel firmy Pinnacle Sports – Simon Noble, wyjaśnia w jaki sposób Pinnacle Sports jest w stanie zaoferować tak konkurencyjne kursy. Twierdzi on, że Pinnacle Sports publikuje wyjściowe kursy ze zmniejszonym limitem. To umożliwia firmie dopasowanie kursów do potrzeb dużych graczy (sharp bettors), bez ryzyka zbytniej ekspozycji bukmachera. Idąc dalej, początkowe zakłady przy niskich limitach pozwalają na ich podwyższenie do poziomu 50 000 euro lub wyżej na wybrane spotkania, przy zachowaniu niskich marż, tj. wysokiego poziomu kursów.

## Pinnacle Pulse
W roku 2005 Pinnacle Sports uruchomiło Pinnacle Pulse, serię artykułów publikowanych online, redagowanych przez Simona Noble. Pinnacle Pulse zawierało informacje o strategiach i przybliżało teorie dotyczącą sposobów w jaki bukmacherzy ustalają kursy. Ponadto w przejrzysty sposób pokazując poprzez strategie i systemy zakładów, sposoby w jaki gracze mogą zyskać lub przechytrzyć bukmachera. W publikowanych artykułach zawarto również informacje o zbliżających się zdarzeniach i zmianach kursów co tydzień.
Podejście Pinnacle Pulse w sposób znaczący odróżnia się od typowego podejścia marketingowego, poprzez edukowanie graczy w jaki sposób wykorzystać atrakcyjne kursy, za pomocą modeli matematycznych lub postępując zgodnie z podanymi wskazówkami. Dla wielu postępowanie gdzie bukmacher ujawnia swoje sekrety, może wydawać się nielogiczne, jest to jednak sposób na przybliżenie podstawowych zasad w zakładach sportowych i wagi jaką firma przywiązuje do unikalnego modelu niskich marż.
Filozofię firmy i wartości jaką oferuje klientom można streścić w jej haśle – „The Smarter Way To Bet” („Lepszy Sposób na Obstawianie”).
Artykuły Pinnacle Pulse są dostępne na stronie Pinnacle Sports wraz z inną regularnie aktualizowaną zawartością informacyjną.
Seria publikacji została chwilowo przerwana w 2007, a następnie wznowiona przez Pinnacle Sports 20 lipca 2007, gdzie firma deklaruje że nowa seria pomoże klientom stać się lepszymi graczami.

## Kasyno
Pinnacle Sports oprócz oferty na zakłady bukmacherskie, oferuje również rozrywkę w online kasynie od września 2004. Kasyno online oferowane jest w wersji Flash i gwarantuje graczom 0,3% rabatu za każdy złożony zakład w kasynie, bez względu na wynik zakładu (przegrana czy wygrana). Serwis oferuje następujące gry w kasynie za gotówkę, na wysokie stawki i za darmo:
- Blackjack
- Bakarat
- Craps
- Ruletka
- Pontoon
- Video Poker
- Pai Gow Poker
- Stud Poker
- Oasis Poker
- Texas Hold’em Poker
- Three Card Stud Poker
- Single Line Slots (automaty z pojedynczą linią)
- Multi-line Slots (automaty z wieloma liniami)
- Progressive Slots (automaty progresywne)
- Keno

Pinnacle oferuje gry kasynowe na żywo dostarczane przez takich twórców, jak NetEnt, MicroGaming, Yggdrasil, iSoftBet, 1×2 Gaming, RabCat, Endorphinia, MultiSlot i global gaming labs.
Pinnacle Sports publikuje miesięczne raporty niezależnego audytora w celu zobrazowania najwyższego poziomu wypłat w branży.

## Poker
W sierpniu 2008 Pinnacle Sports uruchomił serwis pokerowy, odpowiadając na fenomen rozwoju usług pokera online. Poker room Pinnacle Sports jest oparty na platformie firmy Entraction. Z tego samego oprogramowania korzystają również inne firmy takie jak: Betdaq, I4Poker i RedBet.
Firma oferuje zarówno gry pokerowe typu limit/no limit, jak i turnieje freerolls czy za gotówkę w następujących odmianach:
- Texas Hold’em
- Omaha
- Omaha High/Low
- 7 Card Stud
- 7 Card Stud High/Low
- 5 Card Draw
- 2-7 Triple Draw
- American
- Telesina
- Caribbean Stud Poker

## Wyjście z rynku USA
W wyniku uchwalenia Unlawful Internet Gambling Enforcement Act, 30 września 2006 firma Pinnacle Sports zdecydowała się na kontrowersyjny ruch i przestała akceptować zakłady z terytorium USA od 11 stycznia 2007. W tym czasie Pinnacle Sports zamieściło następujący komunikat do swoich amerykańskich klientów:
„Po dokładnej analizie, Pinnacle Sports podjęło decyzję o dobrowolnym opuszczeniu amerykańskiego rynku. Wszelkie zakłady złożone z terytorium USA nie będą przyjmowane poczynając od czwartku 11 stycznia 2007”
W momencie ogłoszenia tej informacji, klienci z USA stanowili 60-65% udział w całkowitej liczbie klientów firmy.
Krótko po tej decyzji, przedstawiciel Pinnacle Sports powiedział “W momencie gdy USA skupi się na czymś i powie ‘Dość’ i kiedy pójdą na wojnę, wówczas żadna firma nie jest w stanie wygrać takiej potyczki”. Ponadto stwierdził, że od momentu wejścia w życie Internet Gambling Bill, firma straciła możliwość współpracy z dużymi lokalnymi bankami.
19 grudnia 2008 roku, Pinnacle Sports zawiesił oferowanie kursów na północno-amerykańskie wyścigi konne. Komunikat stwierdza o niemożności dostarczenia produktu zakładów na wyścigi konne o odpowiedniej jakości. Ta decyzja była ostatecznym rozwiązaniem kwestii spadającego zainteresowania tego rodzaju ofertą pośród swoich graczy.